# Ti giuro è così/Sotto casa tua
Stai creando Ti giuro è così / Sotto casa tua è il primo singolo su 7" de I Califfi pubblicato nel 1966 dalla C.D. Records con il loro nome originario I 4 Califfi. Il singolo conteneva i rifacimenti in lingua italiana di due brani inglesi che poi divennero dei classici della musica beat: Il lato A vedeva  Ti Giuro È Così (You Reallj Got Me) di The Kinks, mentre sul lato B suonavano Sotto Casa Tua (Over You) di Freddie and the Dreamers.

## Tracce
Lato A
1. Ti giuro è così (testo: Franco Boldrini – musica: Ray Davies)

Lato B
1. Sotto casa tua (testo: Franco Boldrini – musica: Freddie and the Dreamers)